# تيتكانلو
تيتكانلو (بالفارسية: تیتکانلو) هي مستوطنة تقع في قسم تيتكانلو الريفي في إيران. يقدر عدد سكانها بـ 3,630 نسمة .